# Diocesi di Reykjavík
La diocesi di Reykjavík (in latino Dioecesis Reykiavikensis) è una sede della Chiesa cattolica in Islanda immediatamente soggetta alla Santa Sede. Nel 2023 contava 14.942 battezzati su 387.758 abitanti. È retta dal vescovo Dávid Bartimej Tencer, O.F.M.Cap.

## Territorio
La diocesi comprende l'intera repubblica d'Islanda.

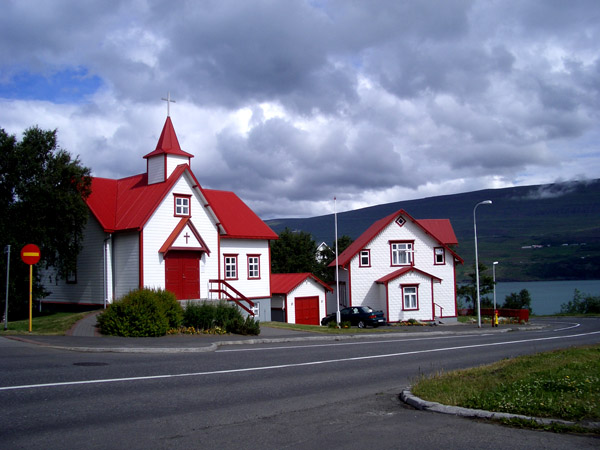
La parrocchia di Akureyri.

Sede vescovile è la città di Reykjavík, dove si trova la cattedrale di Cristo Re.
Il territorio è suddiviso in 8 parrocchie: Cristo Re e Santa Maria a Reykjavík; San Pietro a Akureyri, San Giovanni Paolo II a Keflavík, San Giuseppe a Hafnarfjörður, San Torlaco a Reyðarfjörður, San Giovanni apostolo a Ísafjörður  e San Francesco d'Assisi a Stykkishólmur. Inoltre vi sono due cappelle a Keflavík e a Hveragerði.

## Storia
Il primo missionario cattolico a raggiungere l'Islanda nell'Ottocento fu Bernard Bernard, della prefettura apostolica del Polo Nord, a cui l'isola apparteneva. Nel 1869, con il dissolvimento di questa prefettura, l'Islanda passò sotto la giurisdizione dei prefetti apostolici di Danimarca.
La prefettura apostolica d'Islanda fu eretta il 12 giugno 1923 con il breve Insula Islandia di papa Pio XI, ricavandone il territorio dal vicariato apostolico di Danimarca (oggi diocesi di Copenaghen). Fu affidata ai missionari monfortani.
Il 6 giugno 1929 fu elevata al rango di vicariato apostolico in forza del breve Cum ex apostolico del medesimo papa Pio XI. I due vicari apostolici portarono entrambi il titolo di vescovi titolari di Hólar, riallacciandosi così a una delle due diocesi islandesi esistenti prima della Riforma protestante.
Il 18 ottobre 1968 il vicariato apostolico è stato elevato a diocesi con la bolla Cum Ecclesia di papa Paolo VI.

## Cronotassi dei vescovi
Si omettono i periodi di sede vacante non superiori ai 2 anni o non storicamente accertati.
- Martin Meulenberg, S.M.M. † (12 giugno 1923 - 3 agosto 1941 deceduto)
- Johánnes Gunnarsson, S.M.M. † (23 febbraio 1942 - 14 ottobre 1967 dimesso)
  - Johannes Baptist Hubert Theunissen, S.M.M. † (14 ottobre 1967 - 18 ottobre 1968) (amministratore apostolico)
- Hendrik Hubert Frehen, S.M.M. † (18 ottobre 1968 - 31 ottobre 1986 deceduto)
- Alfred James Jolson, S.I. † (12 dicembre 1987 - 21 marzo 1994 deceduto)
  - Joannes Baptist Matthijs Gijsen † (12 ottobre 1995 - 24 maggio 1996 nominato vescovo) (amministratore apostolico)
- Joannes Baptist Matthijs Gijsen † (24 maggio 1996 - 30 ottobre 2007 ritirato)
- Pierre Bürcher (30 ottobre 2007 - 18 settembre 2015 dimesso)
- Dávid Bartimej Tencer, O.F.M.Cap., dal 18 settembre 2015

## Statistiche
La diocesi nel 2023 su una popolazione di 387.758 persone contava 14.942 battezzati, corrispondenti al 3,9% del totale.
| anno | popolazione | popolazione | popolazione | presbiteri | presbiteri | presbiteri | presbiteri                | diaconi | religiosi | religiosi | parrocchie |
| anno | battezzati  | totale      | %           | numero     | secolari   | regolari   | battezzati per presbitero | diaconi | uomini    | donne     | parrocchie |
| ---- | ----------- | ----------- | ----------- | ---------- | ---------- | ---------- | ------------------------- | ------- | --------- | --------- | ---------- |
| 1950 | 443         | 140.000     | 0,3         | 7          | 1          | 6          | 63                        |         | 3         | 59        | 2          |
| 1970 | 1.327       | 203.600     | 0,7         | 9          | 2          | 7          | 147                       |         | 7         | 59        | 2          |
| 1980 | 1.571       | 226.339     | 0,7         | 9          | 3          | 6          | 174                       |         | 6         | 50        | 2          |
| 1990 | 2.367       | 253.482     | 0,9         | 12         | 8          | 4          | 197                       |         | 4         | 50        | 4          |
| 1999 | 3.513       | 275.277     | 1,3         | 12         | 7          | 5          | 292                       |         | 5         | 35        | 4          |
| 2000 | 3.827       | 278.702     | 1,4         | 12         | 6          | 6          | 318                       |         | 6         | 39        | 4          |
| 2001 | 4.307       | 282.845     | 1,5         | 12         | 6          | 6          | 358                       |         | 6         | 35        | 4          |
| 2002 | 5.200       | 288.201     | 1,8         | 10         | 6          | 4          | 520                       |         | 4         | 36        | 4          |
| 2003 | 5.211       | 288.201     | 1,8         | 11         | 6          | 5          | 473                       |         | 5         | 36        | 4          |
| 2004 | 5.582       | 290.490     | 1,9         | 11         | 6          | 5          | 507                       |         | 5         | 34        | 4          |
| 2010 | 9.625       | 317.593     | 3,0         | 16         | 5          | 11         | 601                       |         | 11        | 32        | 5          |
| 2014 | 11.454      | 325.671     | 3,5         | 15         | 7          | 8          | 763                       |         | 8         | 29        | 5          |
| 2015 | 12.057      | 329.100     | 3,6         | 16         | 5          | 11         | 754                       |         | 8         | 29        | 6          |
| 2017 | 13.000      | 338.405     | 3,8         | 15         | 9          | 6          | 866                       |         | 7         | 29        | 7          |
| 2020 | 14.619      | 364.260     | 4,0         | 14         | 8          | 6          | 1.044                     | 1       | 7         | 31        | 8          |
| 2022 | 14.702      | 376.000     | 3,9         | 16         | 9          | 7          | 918                       | 1       | 7         | 33        | 8          |
| 2023 | 14.942      | 387.758     | 3,9         | 15         | 10         | 5          | 996                       | 1       | 5         | 34        | 8          |